# Eldenstraße 8 (Plau am See)

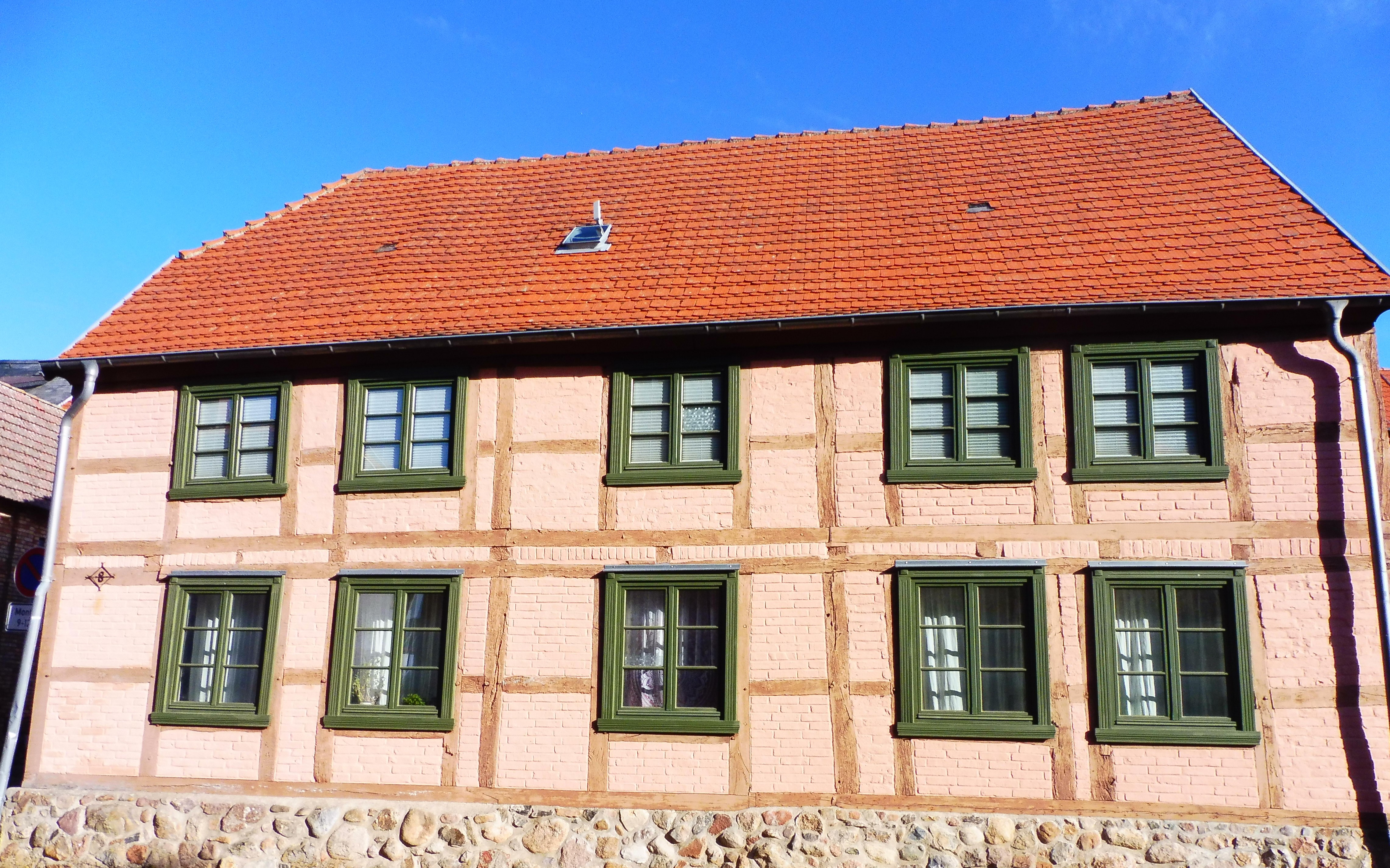

Das Wohnhaus Eldenstraße 8 in Plau am See (Mecklenburg-Vorpommern) an der Ecke 3. Wasserstraße wurde vermutlich im 18. Jahrhundert gebaut. Das Gebäude steht unter Denkmalschutz.

## Geschichte
Plau am See ist im 13. Jahrhundert entstanden und wurde 1235 erstmals als Stadt erwähnt. Beim Stadtbrand von 1756 brannten viele Fachwerkhäuser ab.
Das zweigeschossige, beige Fachwerkgebäude mit verschlämmten Ausfachungen aus Stein, einem Krüppelwalmdach und auf einem Felssteinsockel wurde wie die Eldenstraße im Rahmen der Städtebauförderung in den 1990er Jahren saniert.